# Helpfau-Uttendorf
Helpfau-Uttendorf je obec v okrese Braunau v rakouské spolkové zemi Horní Rakousy.

## Geografie
Přibližně 26 % území obce tvoří lesy a 62 % zemědělská půda.